# Стеліос Андреу
Стеліос Андреу (грец. Στέλιος Ανδρέου, нар. 24 липня 2002, Нікосія, Кіпр) — кіпрський футболіст, центральний захисник бельгійського клубу «Шарлеруа» та національної збірної Кіпру.

## Клубна кар'єра
Стеліос Андреу починав грати у футбол у рідному місті Нікосія у місцевому клубі «Олімпіакос». З сезону 2019/20 футболіста почали залучати до основного складу. Але свій перший матч на професійному рівні Андреу зіграв лише у серпні 2020 року.
Перед початком сезону 2020/21 футболіст підписав контракт з бельгійським клубом «Шарлеруа».

## Збірна
У березні 2021 року у матчі відбору до чемпіонату світу 2022 року Стеліос Андреу дебютував у національній збірній Кіпру, вийшовши на заміну у матчі проти команди Хорватії.